# GAIN

間諜軟件示例：這個軟件以系統維護為名，但背後卻不斷統計用戶的工作實況，並轉送回公司

GAIN是Gator Advertising and Information Network的簡寫，是臭名昭著的間諜軟體製造商Claria股份有限公司的三家子公司之一。總部設於美國加州紅木城，於1998年Denis Coleman成立。它的特色是經常利用「訴諸恐懼」的技巧，利用虛假的廣告假扮系統的警告，使新手或使用電腦程度較淺的用者墮入陷阱，在電腦系統中安裝了他們公司的間諜軟件。另一方面，他們的間諜軟件亦是出名很難清除。
GAIN的母公司Claria集團原名Gator集團，這與他們的旗艦“產品”Gator而得名。Gator從首度出現到現在，已經侵入過超過三千萬台電腦。由於Gator為集團帶來豐厚的廣告收入，2003年10月，Gator集團籌備上市。但由於Gator帶來的惡名，所以公司決定把集團改名為Claria。不過，但這並沒有為公司重新建立正名的形象，而到現在Claria還未能上市。而清除Gator的問題在各方面多年投訴之後，到了2005年才有改善。到了2006年第二季，Claria完全退出了廣告軟件業，到2008年10月，公司完全關閉。不過，正到現在，仍然有上百萬的電腦依然被安裝了來自Gator的軟件。

## ErrorGuard
ErrorGuard是一個由GAIN製作的间谍软件，聲稱可以「幫你解決你的電腦問題」。但其實它是間諜軟件的外殼程序，借著為你的電腦掃描之際而在你的電腦安裝上超過7隻Spyware。ErrorGuard通常透過模仿Windows的錯誤信息來吸引用戶安裝。
Malware Destructor：聲稱是「最有效的反間諜軟件」，透過彈出視窗來恐嚇用戶，指他們在瀏覽兒童色情網頁，而要向FBI告發，從而誘騙用戶安裝他們的軟件。事後，有其他用戶發現它其實亦是間諜軟件。

## Errorsafe
- Adware：在网页上方或后方的弹出广告的软件，此时主用户界面还不可见，或与产品没有什么关联。
- Annoyance：仅对用户造成妨碍的任何特洛伊木马程序，例如将屏幕上的文字上下颠倒，或使鼠标莫名其妙地移动。

於2006年1月發佈。

## GAIN公司的間諜軟件帶來的問題
現時已知GAIN的間諜軟件會帶來以下問題：
- 它會把入境事務處網站的換領智能身份證的Pop-up錯誤以為是廣告而把它攔截，並把Pop-up換成他們的賭博廣告。

## 參看
- 間諜軟件
- ErrorSafe

## 外部連結
- 如何把ErrorGuard從你的電腦上移除（英語）
- ErrorGuard（英語）